# Берггрен, Густав
Карл Густав Вильхельм Берггрен (швед. Karl Gustav Vilhelm Berggren; род. 7 сентября 1997, Гётеборг) — шведский футболист, полузащитник клуба «Ракув».

## Клубная карьера
Футболом начинал заниматься в небольшой команде «Несет» в пятилетнем возрасте. Затем он выступал за ГАИС, после чего в 2012 году попал в «Хеккен», где начал играть за юношеские команды. В январе 2015 года подписал с клубом первый профессиональный контракт. 25 февраля сыграл свой первый матч за основную команду. Во встрече группового этапа кубка Швеции с «Эстером» Берггрен появился на поле на 86-й минуте вместо Самуэля Густафсона. В начале мая 2016 года выиграл вместе с командой кубок Швеции. В финальном матче с «Мальмё» Густав участия не принимал, сыграв во всем розыгрыше только один раз на групповом этапе. 15 мая 2016 года дебютировал в чемпионате Швеции в гостевой встече с «Фалькенбергом». В компенсированное ко второму тайму время он заменил Мартина Эрикссона. В октябре 2016 года продлил контракт с командой ещё на четыре года.
10 июля 2017 года перешёл в «Варберг» на правах аренды до конца сезона. 22 июля дебютировал в составе клуба в Суперэттане матчем против «Эфле», выйдя в стартовом составе и покинув поле на 81-й минуте. За время аренды принял участие в 15 матчах, получив при этом четыре жёлтых карточки.
Весной 2019 года «Хеккен» снова дошел до финала кубка страны. 30 мая в решающем матче с «Эскильстуной» Берггрен появился на поле вместо Александра Фальцетаса на 80-й минуте при счёте 2:0. В компенсированное время «Хеккен» забил ещё один мяч, доведя счёт до разгромного, и завоевал титул. По итогам сезона 2020 года Густав вместе с командой заняли третье место в турнирной таблице, а весной 2021 года вновь добрались до финала кубка, где уступили «Хаммарбю» в серии пенальти. Берггрен провёл на поле всю встречу и отметился жёлтой карточкой на 83-й минуте.

## Карьера в сборных
Выступал за юношеские сборные Швеции различных возрастов. 9 декабря был вызван в состав национальной сборной Швеции на январские товарищеские матчи в Катаре со сборными Молдавии и Косово. 9 января в матче с молдаванами дебютировал в составе сборной, появившись на поле в стартовом составе

## Клубная статистика
| Выступление      | Выступление      | Выступление      | Лига | Лига | Кубки | Кубки | Конт. кубки | Конт. кубки | Итого | Итого |
| Клуб             | Лига             | Сезон            | Игры | Голы | Игры  | Голы  | Игры        | Голы        | Игры  | Голы  |
| ---------------- | ---------------- | ---------------- | ---- | ---- | ----- | ----- | ----------- | ----------- | ----- | ----- |
| Хеккен           | Алльсвенскан     | 2015             | 0    | 0    | 2     | 0     | 0           | 0           | 2     | 0     |
| Хеккен           | Алльсвенскан     | 2016             | 8    | 0    | 2     | 0     | 0           | 0           | 10    | 0     |
| Хеккен           | Алльсвенскан     | 2017             | 7    | 0    | 3     | 0     | 0           | 0           | 10    | 0     |
| Хеккен           | Алльсвенскан     | 2018             | 17   | 0    | 4     | 0     | 4           | 0           | 25    | 0     |
| Хеккен           | Алльсвенскан     | 2019             | 25   | 2    | 5     | 0     | 2           | 0           | 32    | 2     |
| Хеккен           | Алльсвенскан     | 2020             | 28   | 3    | 3     | 0     | 0           | 0           | 31    | 3     |
| Хеккен           | Алльсвенскан     | 2021             | 20   | 0    | 7     | 0     | 2           | 0           | 29    | 0     |
| Хеккен           | Итого            | Итого            | 105  | 5    | 26    | 0     | 8           | 0           | 139   | 5     |
| → Варберг        | Суперэттан       | 2017             | 15   | 0    | 0     | 0     | 0           | 0           | 15    | 0     |
| → Варберг        | Итого            | Итого            | 15   | 0    | 0     | 0     | 0           | 0           | 15    | 0     |
| Всего за карьеру | Всего за карьеру | Всего за карьеру | 120  | 5    | 26    | 0     | 8           | 0           | 154   | 5     |

## Статистика в сборной
| Матчи и голы Густава Берггрена за национальную сборную Швеции | Матчи и голы Густава Берггрена за национальную сборную Швеции | Матчи и голы Густава Берггрена за национальную сборную Швеции | Матчи и голы Густава Берггрена за национальную сборную Швеции | Матчи и голы Густава Берггрена за национальную сборную Швеции | Матчи и голы Густава Берггрена за национальную сборную Швеции |
| №                                                             | Дата                                                          | Оппонент                                                      | Счёт                                                          | Голы                                                          | Соревнование                                                  |
| ------------------------------------------------------------- | ------------------------------------------------------------- | ------------------------------------------------------------- | ------------------------------------------------------------- | ------------------------------------------------------------- | ------------------------------------------------------------- |
| 1                                                             | 9 января 2020                                                 | Молдова                                                       | 1:0                                                           | 0                                                             | Товарищеский матч                                             |

Итого:1 матч и 0 голов; 1 победа, 0 ничьих, 0 поражений.